# 黃鍾諧
黃鍾諧（？—？），號存是，南直隸常州府無錫縣籍吴县人，明末清初政治人物。

## 生平
崇禎十五年（1642年）壬午科中式應天鄉試第一百十一名舉人，崇禎十六年（1643年）癸未科會試第二十九名，三甲進士，工部觀政，本年授浙江歸安縣知縣。

## 家族
曾祖黄邦祖，光禄寺署丞。祖父黄應森，國子生，鄉飲賓。父黄之佩，庠生。